# Krasne, Krîjopil
Krasne (în ucraineană Красне) este un sat în comuna Holubece din raionul Krîjopil, regiunea Vinnița, Ucraina.

## Demografie
Componența lingvistică a localității Krasne
     Ucraineană (98,44%)
     Rusă (1,56%)
Conform recensământului din 2001, majoritatea populației localității Krasne era vorbitoare de ucraineană (98,44%), existând în minoritate și vorbitori de rusă (1,56%).